# الدوري السعودي الممتاز 2006–07
الدوري السعودي الممتاز 2006–2007 هي النسخة الواحد والثلاثون من الدوري السعودي الممتاز منذ استحداث المسابقة بعام 1976. لعبت المسابقة بنظام المربع الذهبي وشارك فيها 12 فريق. الفائز باللقب سيتأهل لدوري أبطال آسيا 2008.
ظفر الاتحاد بلقب البطولة بعد فوزه في المباراة النهائية 2–1 أمام نظيره الهلال، ويعتبر اللقب السابع بتاريخه. الأندية التي هبطت إلى الدرجة الأولى هما الفيصلي، والخليج.

## الملاعب والمواقع
| النادي   | المكان | الملعب                          |
| -------- | ------ | ------------------------------- |
| الأهلي   | جدة    | ملعب الأمير عبد الله الفيصل     |
| الفيصلي  | حرمة   | ملعب الملك سلمان بن عبد العزيز  |
| الحزم    | الرس   | ملعب نادي الحزم                 |
| الهلال   | الرياض | ملعب الملك فهد الدولي           |
| الاتفاق  | الدمام | ملعب الأمير محمد بن فهد         |
| الاتحاد  | جدة    | ملعب الأمير عبد الله الفيصل     |
| الخليج   | سيهات  | ملعب الأمير محمد بن فهد         |
| النصر    | الرياض | ملعب الملك فهد الدولي           |
| القادسية | الخبر  | ملعب الأمير سعود بن جلوي        |
| الشباب   | الرياض | ملعب الملك فهد الدولي           |
| الطائي   | حائل   | ملعب الأمير عبد العزيز بن مساعد |
| الوحدة   | مكة    | ملعب الملك عبد العزيز           |

## جدول الدوري
# == المركز ; لعب = المباريات الملعوبة; فاز = عدد مباريات الفوز; تعادل = عدد مباريات التعادل; خسر = عدد مباريات الخسارة; له = الأهداف التي سجلها; عليه = الأهداف التي استقبلها; +/- = فارق الأهداف; النقاط == النقاط

## المربع الذهبي
ملاحظة:يتم لعب مباراة بين صاحبي المركز الثالث والرابع في الدوري التمهيدي، والفائز في هذه المباراة يتقابل مع صاحب المركز الثاني في الدور التمهيدي، والفائز في تلك المباراة يلعب النهائي مع متصدر الدور التمهيدي، والفائز في النهائي يحصل على لقب الدوري ويتأهل لدوري أبطال آسيا.

| 18 مايو 2007 | الوحدة                            | 2–1 | الشباب         | مكة |  |  |
|              | طلال الخيبري 76' · داؤد أنداي 80' |     | 85' ناجي مجرشي |     |  |  |
|              |                                   |     |                |     |  |  |
|              |                                   |     |                |     |  |  |

| 24 مايو 2007 | الإتحاد                                        | 3–2 (ب.و.إ) | الوحدة                                        | جدة |  |  |
|              | رضا تكر 24' · الحسن كيتا 46' · الحسن كيتا 113' |             | 28' (ركلة.) علاء الكويكبي · 85' عيسى المحياني |     |  |  |
|              |                                                |             |                                               |     |  |  |
|              |                                                |             |                                               |     |  |  |

## النهائي
| الهلال          | 1–2 | الإتحاد                               |
| --------------- | --- | ------------------------------------- |
| عمر الغامدي 25' |     | 75' أسامة المولد · 4+90' حمد المنتشري |

## البطل
| الفائز بالدوري السعودي الممتاز للموسم 2007/2006 |
| ----------------------------------------------- |
| الإتحاد للمرة السابعة                           |

## هدافي الموسم
| اللاعب        | الأهداف | الفريق   |
| ------------- | ------- | -------- |
| غودين أترام   | 13      | الحزم    |
| الحسن كيتا    | 12      | الإتحاد  |
| ناصر الشمراني | 11      | الشباب   |
| ياسر القحطاني | 10      | الهلال   |
| يوسف السالم   | 10      | القادسية |
| صالح بشير     | 9       | الإتفاق  |
| عيسى المحياني | 9       | الوحدة   |
| أمادي سيسي    | 9       | الطائي   |
| ناجي مجرشي    | 8       | الشباب   |
| جاريد بورجيتي | 8       | الإتحاد  |

## وصلات خارجية
- الاتحاد العربي السعودي لكرة القدم
- إحصائيات الدوري السعودي